# Strade Bianche
De Strade Bianche is een Italiaanse wielerkoers voor profploegen, die sinds 2007 onder verschillende namen is georganiseerd, aanvankelijk alleen voor mannen, sinds 2015 ook voor vrouwen. Hij komt voort uit een wedstrijd die sinds 1997 op klassieke fietsen verreden wordt. Ruim een kwart voert over onverharde wegen.

## Benaming
De eerste edities droegen de namen Monte Paschi Eroica (2007, 2008) en Montepaschi Strade Bianche (2009, 2010, 2011). Monti Paschi is de naam van de sponsor, de bank Monte dei Paschi di Siena. Sinds 2010 komt de wedstrijd zonder sponsornaam voor in de UCI-kalender, als Strade Bianche. Letterlijk vertaald betekent dit witte wegen, maar het is Italiaans voor grindwegen, waar ingestrooid grind enige verharding geeft aan zandwegen.

## Historie
De wedstrijd komt voort uit Monte Paschi Eroica (kortweg L'Eroica), een wielerevenement dat sinds 1997 ieder najaar wordt georganiseerd. Eroica is Italiaans voor heroïsch, en verwijst niet alleen naar het zware parcours over deels onverharde wegen, maar ook naar de klassieke fietsen van de deelnemers, die ten minste dertig jaar oud dienen te zijn. De wedstrijd voor de professionals kent deze laatste eis niet. Sinds 2008 is de wedstrijd in maart, in tegenstelling tot het recreantenevenement dat nog steeds in het najaar plaatsvindt. De editie van 2020 stond gepland voor 7 maart maar werd uitgesteld naar 1 augustus in verband met de uitbraak van het coronavirus.

## Mannen
Deze wedstrijd wordt sinds 2007 verreden maakte tot en met 2016 deel uit van de UCI Europe Tour en had tot en met 2014 slechts een status van 1.1 koers. In 2015 en 2016 kreeg het de opwaardering naar de 1.HC status. De wedstrijd maakt vanaf 2017 deel uit van de UCI World Tour.
Parcours
Het parcours is circa 190 kilometer en ligt in de regio Toscane. Het onderscheidt zich van andere koersen doordat bijna 70 kilometer niet over asfalt maar over elf onverharde grind- en zandstroken gaat, de strade bianche. Deze zorgen ervoor dat verschillende typen renners kunnen winnen, zoals kasseienrenners en klimmers, mede afhankelijk van de weersomstandigheden. "Het is wellicht de enige koers op het palmares van Fabian Cancellara die ook door Bauke Mollema gewonnen zou kunnen worden."
In de eerste zeven edities was Gaiole in Chianti de startplaats, in 2014 en 2015 San Gimignano en vanaf 2016 Siena. De finish was steeds op het beroemde Piazza del Campo in Siena.

### Lijst van winnaars

#### Meervoudige winnaars
| Overwinningen | Renner             | Land        | Jaren            |
| ------------- | ------------------ | ----------- | ---------------- |
| 3             | Fabian Cancellara  | Zwitserland | 2008, 2012, 2016 |
| 3             | Tadej Pogačar      | Slovenië    | 2022, 2024, 2025 |
| 2             | Michał Kwiatkowski | Polen       | 2014, 2017       |

#### Overwinningen per land
| Zeges | Land                                                                                     |
| ----- | ---------------------------------------------------------------------------------------- |
| 3     | België, Slovenië, Zwitserland                                                            |
| 2     | Polen                                                                                    |
| 1     | Frankrijk, Italië, Kazachstan, Nederland, Rusland, Tsjechië, Verenigd Koninkrijk, Zweden |

## Vrouwen
De wedstrijd voor vrouwen, de Strade Bianche Donne, wordt sinds 2015 verreden. De Amerikaanse Megan Guarnier won deze eerste uitgave.
In 2016 ging met de Strade Bianche de Women's World Tour van start, de opvolger van de UCI Road Women World Cup. De koers werd gewonnen door de Britse wereldkampioene Elizabeth Armitstead.
Parcours
De vrouwen rijden grotendeels over hetzelfde parcours als de mannen, alleen over een kortere afstand, variërend van 103 kilometer bij de start in 2015 tot 136 kilometer in de edities van 2018-2025. De eerste editie was San Gimignano en vanaf 2016 is Siena de startplaats. De finish was steeds op het beroemde Piazza del Campo in Siena.

### Lijst van winnaars

#### Meervoudige winnaars
| Overwinningen | Renner               | Land      | Jaren      |
| ------------- | -------------------- | --------- | ---------- |
| 2             | Annemiek van Vleuten | Nederland | 2019, 2020 |
| 2             | Lotte Kopecky        | België    | 2022, 2024 |
| 2             | Demi Vollering       | Nederland | 2023, 2025 |

#### Overwinningen per land
| Zeges | Land                                          |
| ----- | --------------------------------------------- |
| 6     | Nederland                                     |
| 2     | België                                        |
| 1     | Italië, Verenigd Koninkrijk, Verenigde Staten |

2007 · 2008 · 2009 · 2010 · 2011 · 2012 · 2013 · 2014 · 2015 · 2016 · 2017 · 2018 · 2019 · 2020 · 2021 · 2022 · 2023 · 2024 · 2025
2011 · 2012 · 2013 · 2014 · 2015 · 2016 · 2017 · 2018 · 2019 · 2020 · 2021 · 2022 · 2023 · 2024 · 2025
Tour Down Under · Great Ocean Road Race · Ronde van de Verenigde Arabische Emiraten · Omloop Het Nieuwsblad · Strade Bianche · Parijs-Nice · Tirreno-Adriatico · Milaan-San Remo · Ronde van Catalonië · Driedaagse Brugge-De Panne · E3 Harelbeke · Gent-Wevelgem · Dwars door Vlaanderen · Ronde van Vlaanderen · Ronde van het Baskenland · Parijs-Roubaix · Amstel Gold Race · Waalse Pijl · Luik-Bastenaken-Luik · Ronde van Romandië · Eschborn-Frankfurt · Ronde van Italië · Ronde van Auvergne-Rhône-Alpes · Ronde van Zwitserland · Copenhagen Sprint · Ronde van Frankrijk · Clásica San Sebastián · Ronde van Polen · BEMER Cyclassics · Renewi Tour · Ronde van Spanje · Bretagne Classic · GP van Québec · GP van Montréal · Ronde van Lombardije · Ronde van Guangxi
World Cup:
1998 · 
1999 · 
2000 · 
2001 · 
2002 · 
2003 · 
2004 · 
2005 · 
2006 · 
2007 · 
2008 · 
2009 · 
2010 · 
2011 · 
2012 · 
2013 · 
2014 · 
2015
World Tour:
2016 · 
2017 · 
2018 · 
2019 · 
2020 · 
2021 ·
2022 ·
2023 ·
2024 ·
2025
Huidige koersen:
Tour Down Under · Cadel Evans Great Ocean Road Race · Ronde van de Verenigde Arabische Emiraten · Omloop Het Nieuwsblad · Strade Bianche · Ronde van Drenthe · Trofeo Alfredo Binda · Classic Brugge-De Panne · Gent-Wevelgem · Ronde van Vlaanderen · Parijs-Roubaix · Amstel Gold Race · Waalse Pijl · Luik-Bastenaken-Luik · Ronde van Chongming · Ronde van het Baskenland · Ronde van Burgos · RideLondon Classique · The Women's Tour · Ronde van Zwitserland · Copenhagen Sprint · Giro Donne · Tour de France Femmes · Ronde van Scandinavië · Bretagne Classic · Simac Ladies Tour · La Vuelta Femenina · Ronde van Romandië · Ronde van Guangxi
Voormalige koersen:
Philadelphia Cycling Classic · Ronde van Californië · Emakumeen Bira · La Course by Le Tour de France · Open de Suède Vårgårda